# The Fortune Teller
The Fortune Teller est un court métrage d'animation américain de la série Out of the Inkwell, réalisé par Dave Fleischer et sorti en 1923.

## Fiche technique
- Titre : The Fortune Teller
- Réalisateur : Dave Fleischer
- Pays d'origine :  États-Unis
- Genre : animation, comédie
- Durée : 8 minutes
- Date de sortie :
  - États-Unis : 1er octobre 1923